# Kim Polling
Kim Polling (Zevenhuizen, 8 de fevereiro de 1991) é uma judoca neerlandesa da categoria até 70 quilos.
Obteve o terceiro lugar no Campeonato Mundial de 2013.